# Ein Prinz zu Silvester
Ein Prinz zu Silvester (Originaltitel: Royal New Year’s Eve) ist eine US-amerikanische romantische Komödie von Monika Mitchell aus dem Jahr 2017. Die Hauptrollen sind mit Jessy Schram als Caitlyn und Sam Page als Prinz Jeffrey besetzt.

## Handlung
Caitlyn Enderby arbeitet bei einem großen Modeunternehmen, das von Abigail Miller geleitet wird. Kurz nach Weihnachten erhält die Agentur den Auftrag, das Kleid von Lady Isabelle für den kommenden Silvesterball zu entwerfen. Leighton Miller, die Tochter von Abigail, hofft darauf, Lady Isabelle einkleiden zu dürfen und veranstaltet aus diesem Anlass eine Modenschau, bei der sie ihre eigenen Entwürfe präsentiert. Caitlyn, welche ebenfalls an der Modenschau teilnehmen soll, erhält von ihrer Chefin Abigail die Rückmeldung, dass das von ihr entworfene Kleid unpassend für den Anlass des Silvesterballs sei. Caitlyns Kollegin und beste Freundin Doris rät ihr jedoch dazu, wie ursprünglich geplant eines ihrer eigenen Entwürfe zu tragen. Als Caitlyn in ihrem selbst entworfenen Kleid bei der Modenschau auftaucht, ist Lady Isabelle sofort begeistert von diesem, weshalb sie Caitlyn darum bittet, ihr Kleid für den Silvesterball zu designen. Abigail ist mit der Entscheidung von Lady Isabelle jedoch nicht einverstanden. Daher schmiedet sie einen Plan: Caitlyn soll alle Planungen für den Silvesterball übernehmen, sodass sie nicht mehr genügend Zeit hat, um das Kleid für Lady Isabelle anzufertigen.
Beim Verlassen der Modenschau läuft Caitlyn Prinz Jeffrey über den Weg, der sich ihr gegenüber jedoch lediglich als „Jeff“ vorstellt. Aufgrund seines guten Aussehens hält sie ihn für ein Model. Während der Planungen für den Silvesterball kommen sich Caitlyn und Jeffrey näher. Beide merken, dass sie Gefühle füreinander haben, es aber aufgrund der aktuellen Umstände nicht möglich ist, eine Beziehung zu führen. Obwohl Caitlyn unter immensem Stress steht, gelingt es ihr dank der Unterstützung durch ihre Freundin Doris, das Kleid für Lady Isabelle rechtzeitig fertigzustellen.  
Damit Abigails Tochter Leighton dennoch die Chance bekommt, dass Lady Isabelle eines ihrer Kleider trägt, manipuliert Abigail ein Werbecover ihrer Firma so, dass es Caitlyns Entwurf zeigt. Sie wirft Caitlyn vor, den Entwurf, den sie als Unikat ausgibt, kopiert zu haben und entlässt sie daraufhin. Lady Isabelle ist entsetzt von den vermeintlichen Enthüllungen und entscheidet sich stattdessen für eines von Leightons Kleidern.
Caitlyn steckt angesichts der gegen sie geführten Kampagne in einem Zwiespalt und ist sich nicht mehr sicher, ob sie überhaupt auf dem Silvesterball erscheinen soll. Als Barnaby, der Butler von Jeffrey, sie aufsucht und ihr mitteilt, dass er die Gefühle zwischen ihr und Prinz Jeffrey wahrgenommen hat, entschließt sie sich, wie anfangs geplant zum Ball zu gehen.
In der Zwischenzeit tanzen Lady Isabelle und Jeffrey auf dem Ball. Da Jeffrey ihr zuvor mitgeteilt hat, dass er ihr gegenüber keine Gefühle empfindet und die Hochzeit nur auf Wunsch seines Vaters vollziehen würde, versichert Lady Isabelle ihm, dass sie mit seiner Entscheidung zufrieden ist und von einer Hochzeit absieht. Auch sie hat die Chemie zwischen Jeffrey und Caitlyn gespürt, weshalb sie ihm bei seiner glücklichen Zukunft nicht im Weg stehen möchte.
In dem ursprünglich für Lady Isabelle gefertigten Kleid betritt Caitlyn das Anwesen, in dem der Silvesterball stattfindet, und zieht alle Blicke auf sich. Auch Leighton und ihre Mutter Abigail sind anwesend und Leighton entschuldigt sich bei Caitlyn für das Verhalten ihrer Mutter, welche sich gezwungenermaßen bei ihr entschuldigt. Als die Uhr zum Neujahrsbeginn schlägt, starten Caitlyn und Jeffrey in ihre neue, gemeinsame Zukunft und küssen sich.

## Produktion

### Drehort
Die Aufnahmen fanden vom 31. Oktober 2017 bis zum 18. November 2017 in Vancouver statt.

### Synchronisation
Die deutschsprachige Synchronisation entstand nach einem Dialogbuch von Detlef Gieß unter der Dialogregie von Reinhold Kospach im Auftrag von Reinhold Kospach - Synchron.
| Rolle                 | Darsteller      | Synchronsprecher   |
| --------------------- | --------------- | ------------------ |
| Caitlyn Enderby       | Jessy Schram    | Mareile Moeller    |
| Prinz Jeffrey         | Sam Page        | Felix Spieß        |
| Doris                 | Crystal Balint  | Antje von der Ahe  |
| Barnaby               | Andrew Kavadas  | Dieter Memel       |
| Lady Isabelle Collins | Hayley Sales    | Christin Marquitan |
| Abigail Miller        | Cheryl Ladd     | Daniela Hoffmann   |
| Leighton Miller       | Nicole LaPlaca  | Johanna Dost       |
| König Richard         | Gerard Plunkett | Detlef Gieß        |
| Kellner               | Mike Carpenter  | Rico Kranz         |

## Kritiken
Der Film erhielt überwiegend positive Kritiken und erzielte bei IMDb eine durchschnittliche Bewertung von 6,2 der möglichen 10 Punkte. Das Lexikon des internationalen Films urteilt: „Absehbar aufgebaute und wenig überraschende Liebeskomödie. Dank einiger gewitzterer Momente und Ansätzen von Selbstironie bietet der Film harmlos-netten Zeitvertreib.“